# Comté de Daviess (Indiana)
Pour les articles homonymes, voir Comté de Daviess.
Le comté de Daviess (anglais : Daviess County) est un comté de l'État de l'Indiana, aux États-Unis. Il comptait 29 820 habitants en 2000. Son siège est Washington.